# Bengtsgården
Bengtsgården is een plaats in de gemeente Eksjö in het landschap Småland en de provincie Jönköpings län in Zweden. De plaats heeft 58 inwoners (2000) en een oppervlakte van 14 hectare.